# Commission internationale pour la protection des eaux du Léman
Pour les articles homonymes, voir Léman (homonymie).

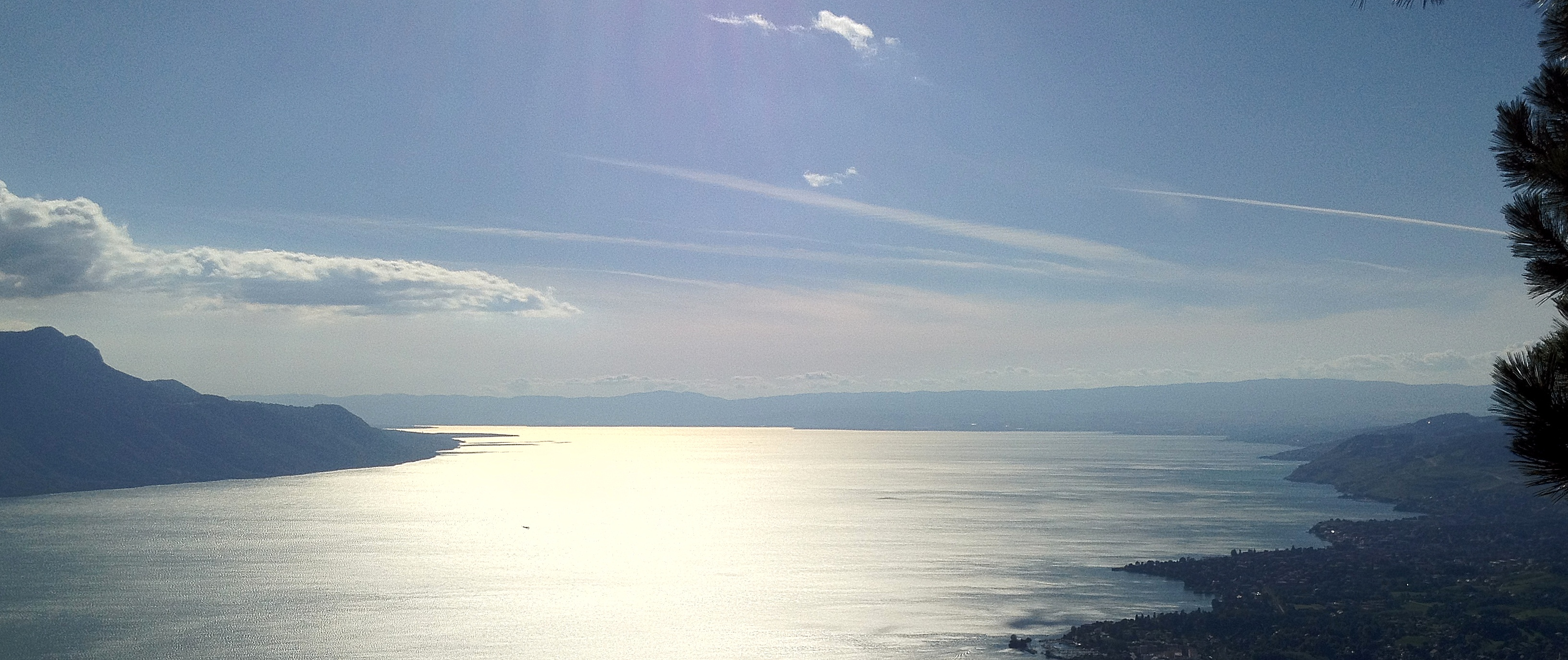
Le Léman.

La Commission internationale pour la protection des eaux du Léman (CIPEL) est une commission transfrontalière franco-suisse qui travaille depuis 1963 à l'amélioration de la qualité des eaux du Léman.

## Composition
La commission est constituée d'élus, de scientifiques et d'experts des départements français de la Haute-Savoie et de l’Ain et des cantons suisses de Genève, de Vaud et du Valais.

## Objectifs
La CIPEL a pour objectif de favoriser l’amélioration de la qualité des eaux du Léman et de ses affluents afin de garantir leur bonne santé et d’assurer certains usages comme l’approvisionnement en eau potable et la pratique d’activités nautiques (y compris la baignade). La commission vise également à garantir une ressource piscicole abondante et de bonne qualité, avec une prédominance des espèces nobles (omble chevalier, corégone/féra, truite, …) assurée par une reproduction naturelle.

## Missions
Pour atteindre ses objectifs, la CIPEL surveille la qualité des eaux du Léman et de ses affluents, coordonne la politique à l’échelle de l’eau, effectue des recherches en cas de pollution pour identifier le problème, et recommande aux autorités les mesures à prendre pour remédier aux pollutions actuelles et prévenir les éventuelles pollutions à venir. En parallèle, elle informe la population sur la santé du Léman et les enjeux qui y sont liés.

## Plan d’action 2011-2020
Le plan d’action 2011-2020 de la CIPEL, intitulé Préserver le Léman, ses rives et ses rivières aujourd’hui et demain, « fixe les orientations stratégiques et les objectifs à atteindre pour garantir la préservation et la restauration de la qualité des milieux aquatiques sur le bassin lémanique ».
Quatre orientations majeures ont été définies, comportant chacune divers objectifs à atteindre :
- Le bon état des milieux aquatiques : « maintenir ou restaurer le bon état de l’ensemble des milieux aquatiques du territoire couvert par la CIPEL ».
- L’eau potable : « garantir et pérenniser l’usage des eaux du lac pour l’alimentation en eau potable moyennant un traitement simple ».
- Le cadre de vie : « valoriser le lac, les rivières et les autres milieux aquatiques en tant qu’éléments du cadre de vie pour la population (pêche, baignade, loisirs nautiques, etc.) ».
- Le changement climatique : « connaître et anticiper les effets du changement climatique sur le Léman, ressource en eau fondamentale pour les générations actuelles et futures ».

## Plans d'action précédents
- 2ème plan d'action 2001-2010 : « Pour que vivent le Léman et ses rivières ».
- 1er plan d'action 1991-2000 : « Le Léman demain ».